# 埼玉県道6号川越所沢線

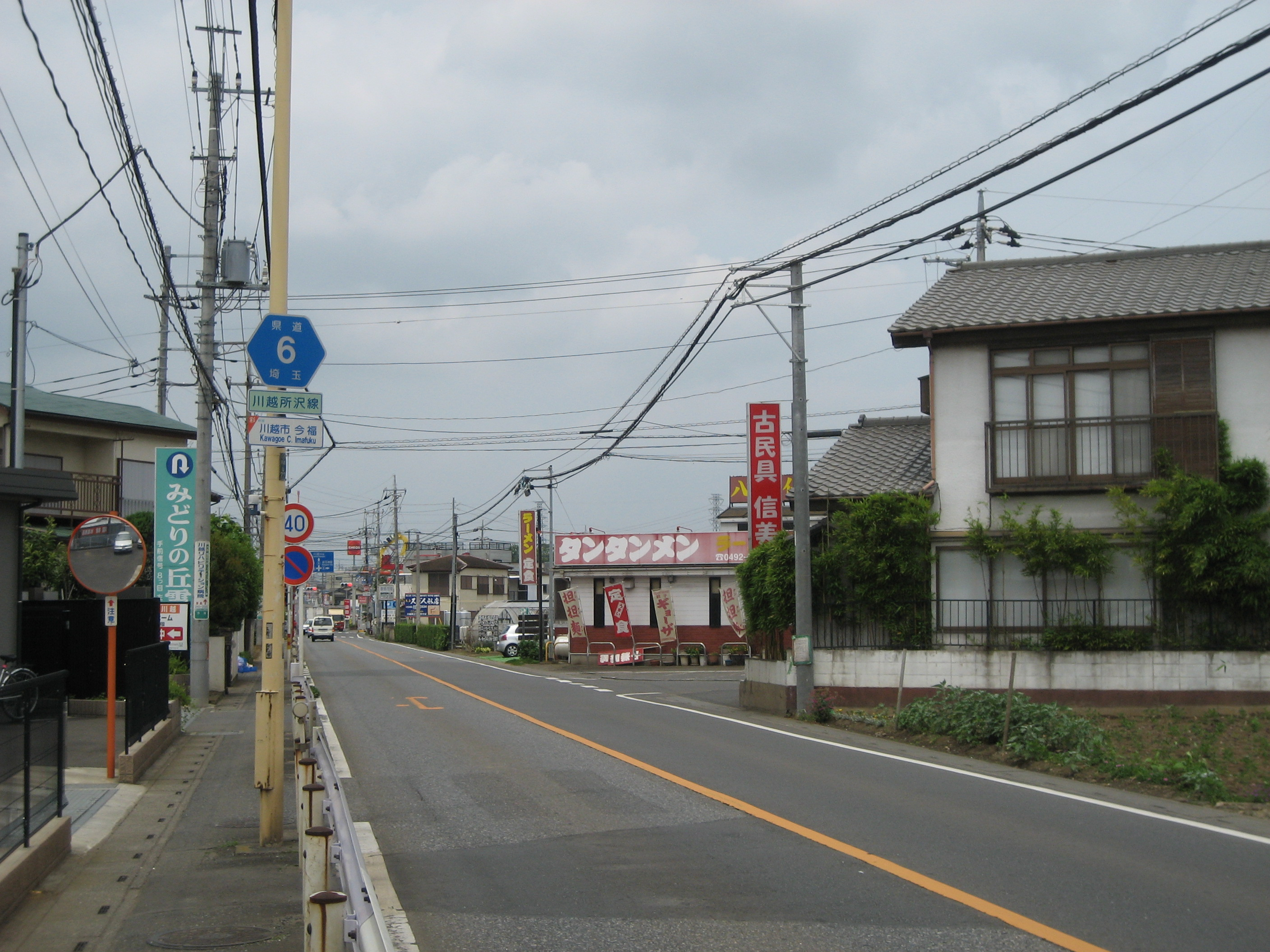
川越市今福付近

埼玉県道6号川越所沢線（さいたまけんどう6ごう かわごえところざわせん）は、埼玉県川越市新宿町三丁目交差点から所沢市東所沢和田2丁目交差点まで結ぶ主要地方道である。通称「かわとこ線」。

## 概要
埼玉県西部の川越市と所沢市を、直線に近い線形で結んでいる。（ただし、所沢市内は県道24号一部区間を当路線に承継した経緯があり、2025年現在では全体ではL字型となっている。）西武新宿線に平行する道路であるが、沿道は鉄道駅から離れていることから農地も多く、大規模店舗の立地可能な土地も限られている。また、終日に渡って大型車両も含めて交通量の多い道路だが、道路幅は全線片側1車線で、歩道が未整備の区間も残されている。
なお、1994年（平成6年）4月1日までは14号川越所沢線だった。
2020年頃までは県道179号所沢青梅線（小金井街道）の元町交差点を当県道の終点としていたが、都市計画道路東京狭山線の新規開通に伴う路線改廃により、かつて県道24号と県道179号の重複区間であった部分（元町交差点〜愛宕山交差点）を、当県道と県道179号の重複区間へ指定した上で、愛宕山交差点を終点とした。
さらに2022年3月25日には終点が愛宕山交差点から東所沢和田2丁目交差点に変更された。（前述の変更と同様、県道24号のかつての指定区間を当県道が引き継いだもの）

## 起点・終点
- 起点：川越市新宿町（国道16号交点）
- 終点：所沢市東所沢和田（東京都道・埼玉県道24号練馬所沢線交点）

## 交通状況
平成27年（2015年）度の道路交通センサスにおける川越所沢線の交通量については、次の表の通りである。
| 交通調査地点        | 昼間12時間自動車類交通量 | 昼間12時間自動車類交通量 | 昼間12時間自動車類交通量 | 24時間自動車類交通量 | 24時間自動車類交通量 | 24時間自動車類交通量 |
| 交通調査地点        | 小型車                   | 大型車                   | 合計                     | 小型車               | 大型車               | 合計                 |
| ------------------- | ------------------------ | ------------------------ | ------------------------ | -------------------- | -------------------- | -------------------- |
| 狭山市上赤坂618番地 | 8,658                    | 2,110                    | 10,768                   | 12,439               | 3,390                | 15,829               |
| 所沢市下富877番地先 | 8,618                    | 3,534                    | 12,152                   | 12,733               | 5,061                | 17,794               |
| 所沢市上安松1286-7  | 8,737                    | 1,249                    | 9,986                    | 11,511               | 1,770                | 13,281               |

## 地理

### 通過する自治体
- 埼玉県
  - 川越市
  - ふじみ野市
  - 狭山市
  - 所沢市

### 交差する道路
| 交差する道路                                         | 交差点名         | 所在地 | 所在地     |
| ---------------------------------------------------- | ---------------- | ------ | ---------- |
| 国道16号                                             | 新宿町3丁目      | 川越市 | 新宿町     |
| （中台通り）                                         |                  | 川越市 | 中台       |
| 埼玉県道8号川越入間線                                | 今福             | 川越市 | 今福       |
| （河岸街道）                                         | 中福             | 川越市 | 中福東     |
| 埼玉県道163号狭山ふじみ野線                          | 赤坂             | 狭山市 | 上赤坂     |
| 埼玉県道126号所沢堀兼狭山線                          | 新開             | 所沢市 | 下富       |
| （富岡中央通り）                                     | 下富             | 所沢市 | 下富       |
| （かめがね新道）                                     | 神米金           | 所沢市 | 神米金     |
| （ニュータウン通り）                                 | 中新井一丁目     | 所沢市 | 花園       |
| （新所沢跨道橋通り）                                 |                  | 所沢市 | 花園       |
| （松葉通り）                                         | 北所沢町         | 所沢市 | 花園       |
| 埼玉県道50号所沢狭山線                               | 緑町4丁目        | 所沢市 | 榎町       |
| （けやき並木通り）                                   | 緑町             | 所沢市 | 泉町       |
| （新所沢跨道橋通り）                                 | 泉町             | 所沢市 | 泉町       |
| （はくれん通り）                                     | けやき台2丁目    | 所沢市 | 泉町       |
| 国道463号                                            | 峰の坂           | 所沢市 | 宮本町     |
| 埼玉県道179号所沢青梅線                              | 元町             | 所沢市 | 元町       |
| 埼玉県道337号久米所沢線                              | ファルマン通り   | 所沢市 | 御幸町     |
| （松井橋通り）                                       | 医療センター入口 | 所沢市 | 旭町       |
| （所沢陸橋通り）                                     | 所沢陸橋北       | 所沢市 | 上安松     |
| （小金井街道）                                       | 愛宕山           | 所沢市 | 下安松     |
| 埼玉県道24号練馬所沢線                               | 東所沢和田2丁目  | 所沢市 | 東所沢和田 |
| 埼玉県道179号所沢青梅線 坂之下・浦和所沢バイパス方面 |                  |        |            |

### 重複区間
- 埼玉県道179号所沢青梅線（所沢市元町交差点 - 東所沢和田2丁目交差点）

### 通過する鉄道と河川
- 久保川（中台橋）
- 不老川（山田橋）
- 砂川堀（花園橋）
- 東川（開明橋）
- 西武新宿線

### 沿線の主な施設
| 施設                                 | 所在地 |
| ------------------------------------ | ------ |
| 城南中学校                           | 川越市 |
| 同仁会病院                           | 川越市 |
| 新宿小学校                           | 川越市 |
| 川越リハビリテーション病院           | 川越市 |
| 埼玉県営今福団地                     | 川越市 |
| 福原中学校                           | 川越市 |
| 福原小学校                           | 川越市 |
| 川越警察署福原交番                   | 川越市 |
| 東洋インキ製造川越製造所             | 川越市 |
| 富岡小学校                           | 所沢市 |
| 所沢下富郵便局                       | 所沢市 |
| 埼玉西部消防組合所沢東消防署富岡分署 | 所沢市 |
| 新所沢清和病院                       | 所沢市 |
| 伸栄小学校                           | 所沢市 |
| 所沢美原郵便局                       | 所沢市 |
| 新所沢駅（西武新宿線）               | 所沢市 |
| 新所沢PARCO                          | 所沢市 |
| 新所沢PARCO Let's館                  | 所沢市 |
| 所沢警察署緑町交番                   | 所沢市 |
| 所沢中学校                           | 所沢市 |
| 所沢市立教育センター                 | 所沢市 |
| 所沢市水道部                         | 所沢市 |
| 航空公園駅（西武新宿線）             | 所沢市 |
| シチズン時計所沢事業所               | 所沢市 |
| 西武バス所沢営業所                   | 所沢市 |
| 所沢市消費生活センター               | 所沢市 |
| 所沢ハーティア                       | 所沢市 |
| 所沢市市民医療センター               | 所沢市 |
| 埼玉西部消防組合所沢東消防署         | 所沢市 |
| 所沢市立松井小学校                   | 所沢市 |
| 所沢第一病院                         | 所沢市 |
| 湯の森所沢                           | 所沢市 |

## ギャラリー

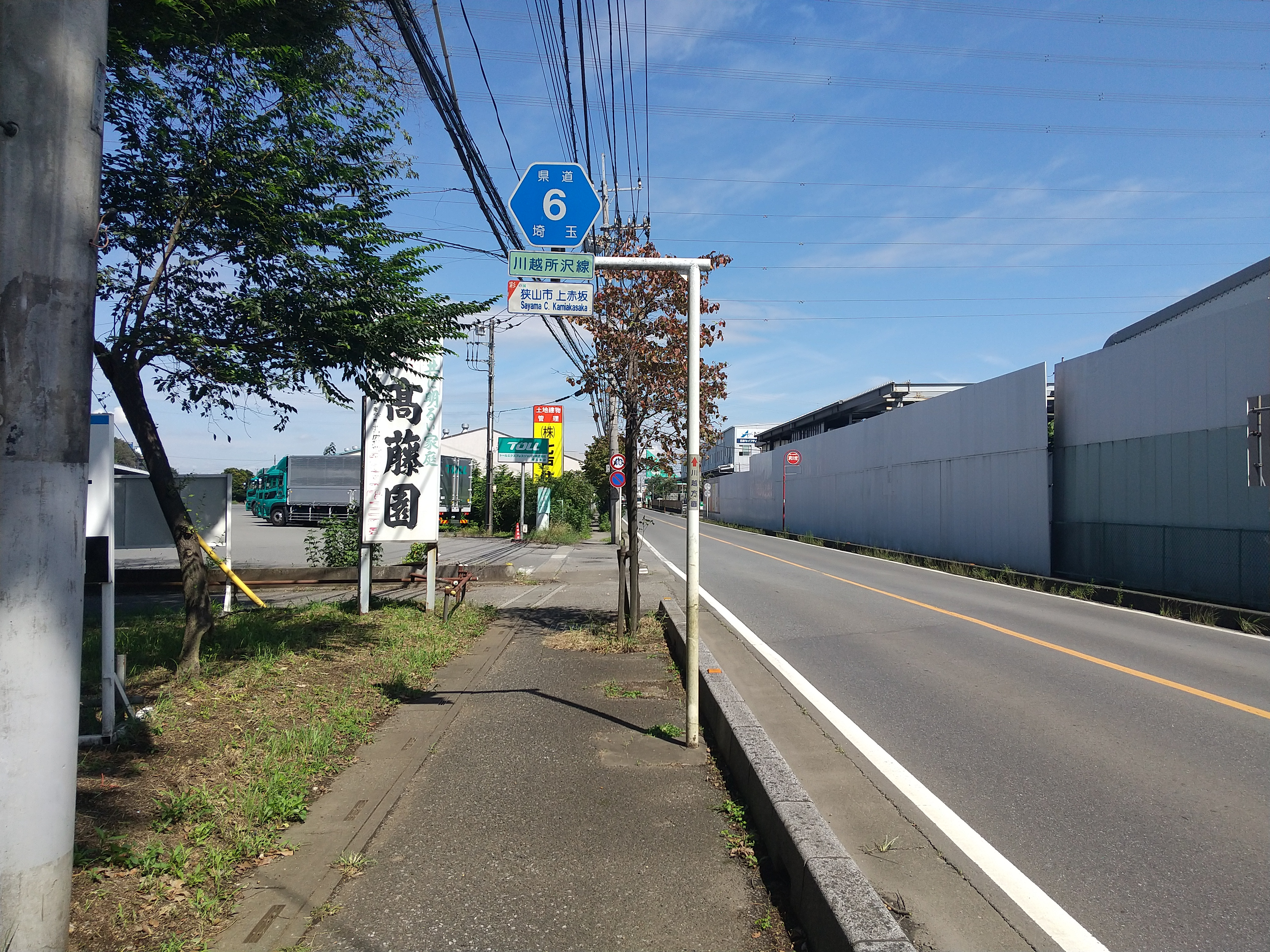
狭山市上赤坂付近
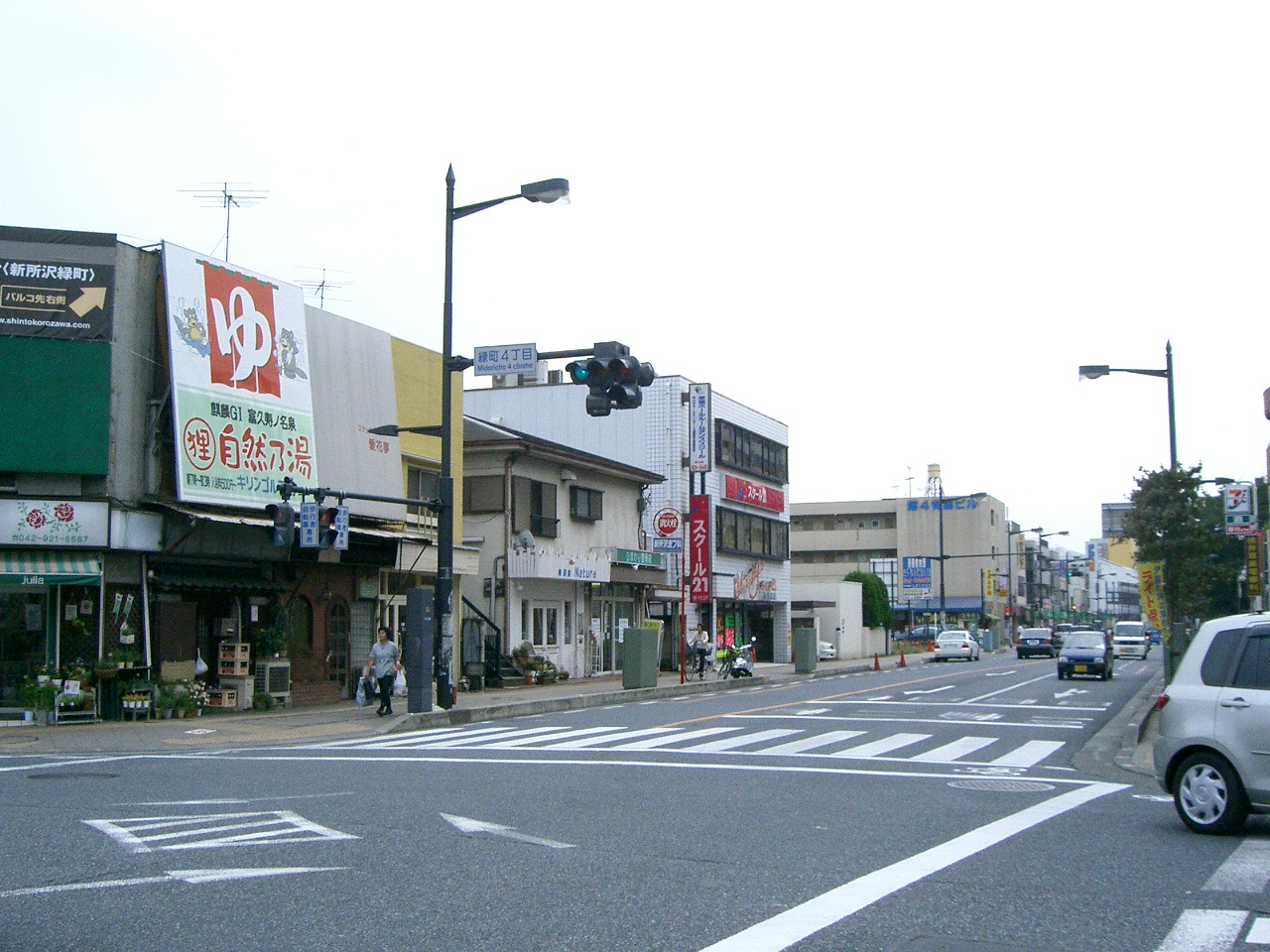
所沢市緑町4丁目交差点より県道6号川越所沢線所沢方面を望む（2006年9月）
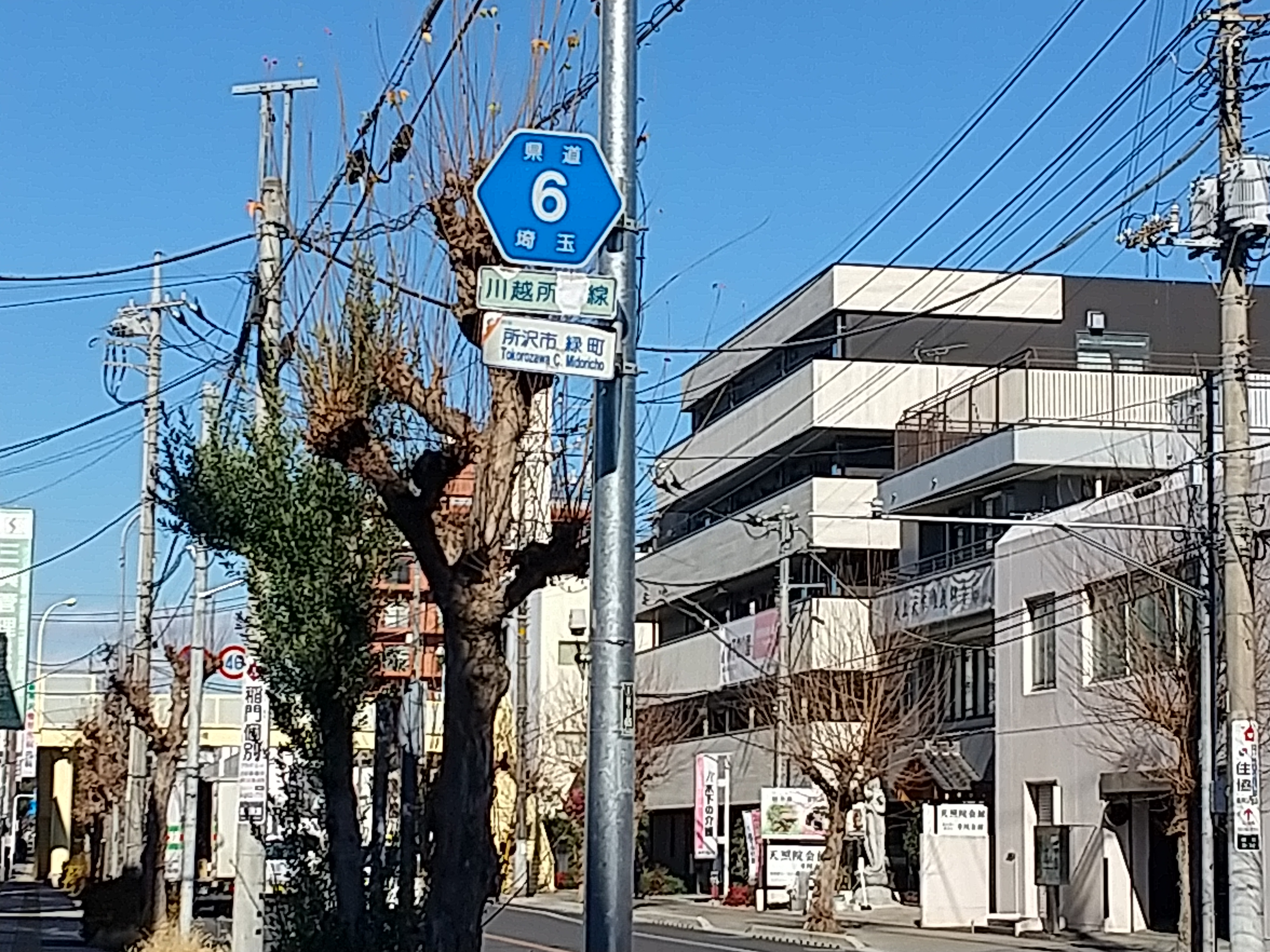
所沢市緑町付近
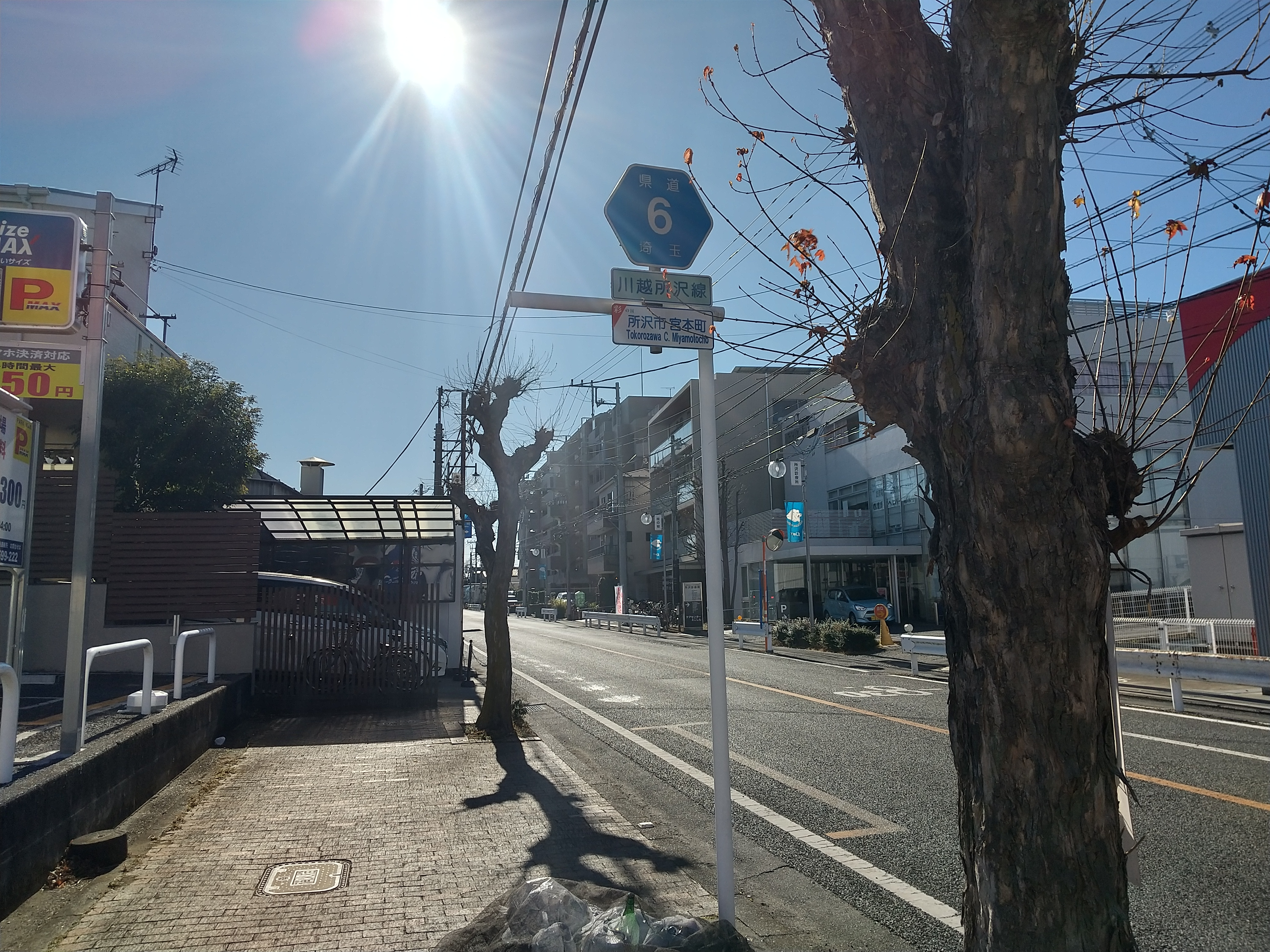
所沢市宮本町付近
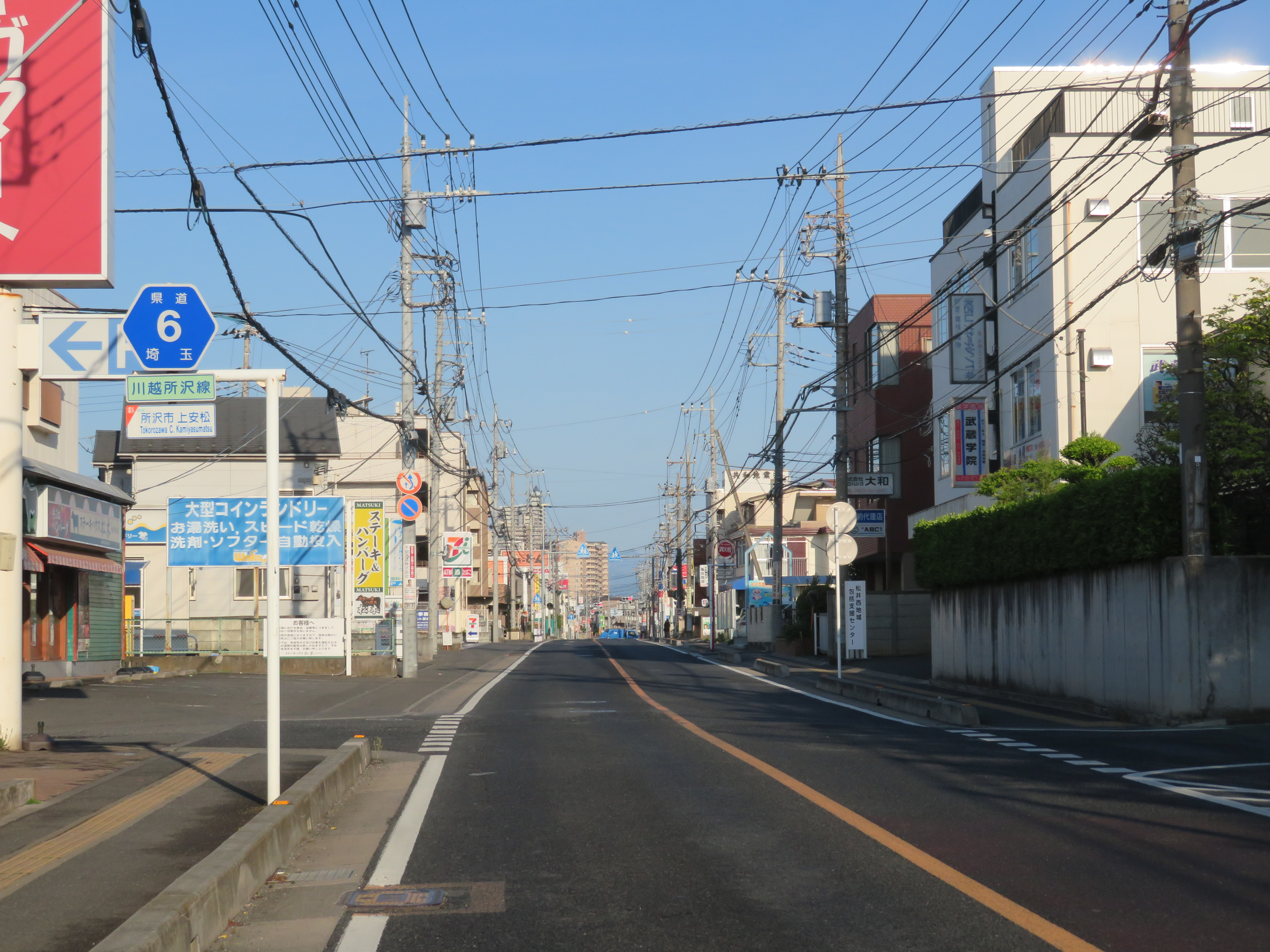
所沢市上安松付近